# Allium cephalonicum
Allium cephalonicum — вид рослин з родини амарилісових (Amaryllidaceae); ендемік Греції.

## Опис
Цибулини яйцюваті, густо скупчені, 15–20 × 7–10 мм; зовнішні оболонки коричневі. Стебло одне, жорстке, прямовисне, заввишки 8–10 см, вкрите листовими піхвами на 4/5 довжини, іноді цілком. Листків 4, ниткоподібні, циліндричні або субциліндричні, завдовжки 1.5–6 см, голі або рідко з непомітними та поодинокими волосками. Суцвіття 4–8-квіткове; квітконіжки завдовжки 1–2.5 мм. Оцвітина урноподібна, завдовжки 6–6.5 мм; її листочки рожевуваті, висічені на верхівці, гострі, з пурпурною середньою жилкою, зовнішні — яйцювато-ланцетні, 2.2–2.5 мм ушир, внутрішні — лінійно-еліптичні, 1.5-1.8 мм ушир. Тичинки з білими нерівними нитками; пиляки жовті. Коробочка 3-клапанна, зворотно-яйцювата, 3–3.2 × 3.2 мм. 2n = 16.
Цвіте з кінця липня по серпень.

## Поширення
Ендемік Греції. Цей вид зустрічається лише на горі Енос на грецькому острові Кефалонія (Іонічний архіпелаг). Зростає на гірських скелястих місцях, приблизно на 1000 м висоти, в межах орофільних карликових чагарникових спільнот, де переважає Astragalus cephalonicus C. Presl.